# Che (2008)
Che (prt: Che - O Argentino; bra: Che) é um filme biográfico de duas partes de 2008 sobre o marxista revolucionário argentino Ernesto "Che" Guevara, dirigido por Steven Soderbergh e estrelado por Benicio del Toro.
Em vez de seguir uma ordem cronológica padrão, esses dois filmes oferecem uma série oblíqua de momentos intercalados ao longo da linha do tempo geral. Parte Um é intitulado O Argentino e centra-se na Revolução Cubana a partir do desembarque de Fidel Castro, Guevara e outros revolucionários em Cuba para sua derrubada de sucesso da ditadura de Fulgencio Batista, dois anos depois. Parte Dois é intitulada Guerrilla e centra-se na tentativa de Guevara para levar a revolução à Bolívia e sua morte. Ambas as partes são tiradas em um estilo cinéma vérité, mas cada um tem diferentes abordagens para a narrativa linear, de câmera, e o olhar visual.
O cineasta Terrence Malick originalmente trabalhou em um roteiro limitado a tentativas de Guevara para iniciar uma revolução na Bolívia. Quando o financiamento caiu completamente, Malick deixou o projeto, e Soderbergh posteriormente concordou em dirigir o filme. Ele percebeu que não havia contexto para ações de Guevara na Bolívia e decidiu que a sua participação na Revolução Cubana e sua aparição nas Nações Unidas, em 1964, também devem serem representadas. Peter Buchman foi contratado para escrever o roteiro: o roteiro era tão longa que Soderbergh decidiu dividir o filme em duas partes, uma narrando Cuba e outro representando a Bolívia. Soderbergh gravou os filmes como uma produção. A partir do início de julho de 2007, com a Guerrilla pela primeira vez na Espanha por 39 dias, e O Argentino gravado em Porto Rico e no México durante 39 dias.
Che foi exibido como um único filme no Festival de Cannes de 2008. Del Toro ganhou o prêmio de Melhor Ator, o filme recebeu críticas em sua maioria positivas. IFC Films, que detém todos os direitos norte-americanos para Che, inicialmente lançou o filme combinado durante uma semana, em 12 de dezembro de 2008 em Nova Iorque e Los Angeles para se qualificar para o Oscar do ano. Forte desempenho de bilheteria levou a ser ampliado em Nova Iorque e Los Angeles e mais tarde expandido para outros mercados. O filme foi lançado como dois filmes separados, intitulado Che Parte 1: O Argentino e Che Parte 2: Guerrilla, e a distribuição se expandiu ainda mais depois disso. O Independent Film Channel divulgou os filmes através de vídeo sob demanda e na Região 1 do DVD exclusivamente da Blockbuster. Em outubro de 2009, Che Partes I e II tinham arrecadado nos Estados Unidos US$40,779,24 em todo o mundo.

## Sinopse

### Parte 1: O Argentino
Em Havana, 1964, Che Guevara é entrevistado por Lisa Howard que lhe pergunta se a reforma em toda a América Latina talvez não amenizaria a "mensagem da Revolução Cubana." Em 1955, em uma reunião na Cidade do México, Guevara se encontra pela primeira vez com Fidel Castro. Ele ouve aos planos de Castro e se junta como membro do Movimento 26 de Julho. O filme se volta novamente para 1964 para Guevara atendendo a Assembleia Geral das Nações Unidas em Nova Iorque, onde ele faz um discurso inflamado contra o imperialismo norte-americano, e defende as execuções cometidas durante a Revolução, declarando: "esta é uma batalha até a morte."
Março de 1957, Guevara lida com crises de asma debilitantes enquanto o seu grupo de revolucionários encontram-se com o grupo de Castro. Juntos, eles atacam um quartel do Exército na Sierra Maestra em 28 de maio de 1957. Em 15 de outubro de 1958, os guerrilheiros se aproximam da cidade de Las Villas. A Batalha de Santa Clara é representada com Guevara demonstrando sua habilidade tática enquanto os guerrilheiros se envolvem em conflitos urbanos e descarrilam um trem transportando soldados e armamentos cubanos. Perto da conclusão da primeira parte, eles são mostrados vitoriosos.
Voltando para o primeiro encontro com Fidel retratado no começo do filme, Che revela que juntou ao Movimento 26 de Julho com a condição de levar a Revolução para toda a América. Com a Revolução Cubana consolidada, Guevara vai para Havana, fazendo a observação de "que ganhou a guerra, mas a revolução começa agora."

### Parte 2: Guerrilha
A segunda parte começa com Guevara chegando na Bolívia, disfarçado como um representante de meia-idade da Organização dos Estados Americanos vindo do Uruguai, posteriormente, se dirigindo para as montanhas para encontrar seus homens. O filme é organizado pelo número de dias que ele estava no país. No dia 26, os homens de Guevara se solidarizam com o líder revolucionário, apesar de sua condição de estrangeiro. Por volta do dia 67, é armada uma traição a Guevara. Ele tenta recrutar alguns camponeses, mas é confundido com um traficante de cocaína, além do Partido Comunista Boliviano, liderado por Mario Monje, se recusar a apoiar a luta armada. No dia 100, há uma escassez de alimentos e Guevara exerce disciplina para resolver conflitos entre seus seguidores cubanos e bolivianos.
No dia 113, alguns dos guerrilheiros desertam e o Exército boliviano descobre a base de acampamento. Para a decepção de Che, Tamara "Tânia" Bunke, contato revolucionário de Guevara, falha com elaborações e entrega a identidade de ambos. No dia 141, a guerrilha captura soldados bolivianos que se recusam a aderir à revolução e são deixados livres para retornar às suas aldeias. Assessores da CIA chegam para supervisionar a atividade e o treinamento anti-insurgente. No dia 169, o intelectual francês Régis Debray, amigo de Guevara em visita, é capturado em Muyupampa pelo exército boliviano, que lança um ataque aéreo no dia 219.
Guevara fica doente e, por volta do dia 280, mal pode respirar, como resultado de sua asma aguda. No dia 302, o Exército boliviano massacra Tania Bunke, Juan Acuña Nuñez, e vários outros enquanto as forças de Che tentam atravessar o Vado del Yeso. No dia 340, Guevara é encurallado pelo Exército boliviano na Yuro Ravine perto da aldeia de La Higuera. No conflito, é ferido e capturado. No dia seguinte, um helicóptero pousa com o agente cubano-americano da CIA Félix Rodríguez. O alto comando boliviano então, telefona e dá a aprovação para a execução de Guevara. Ele é baleado em 9 de outubro de 1967, e seu corpo sobrevoa amarrado a patins de aterragem de um helicóptero. Em uma cena flashback, Guevara está a bordo do Granma, em 1956, olhando para o oceano. Ele vê os irmãos Castro sozinhos na proa do navio, com Raul tomando notas das palavras de Fidel. Guevara entrega uma laranja descascada a um de seus companheiros e retorna o olhar para os irmãos solitários antes da tela escurecer.

## Elenco

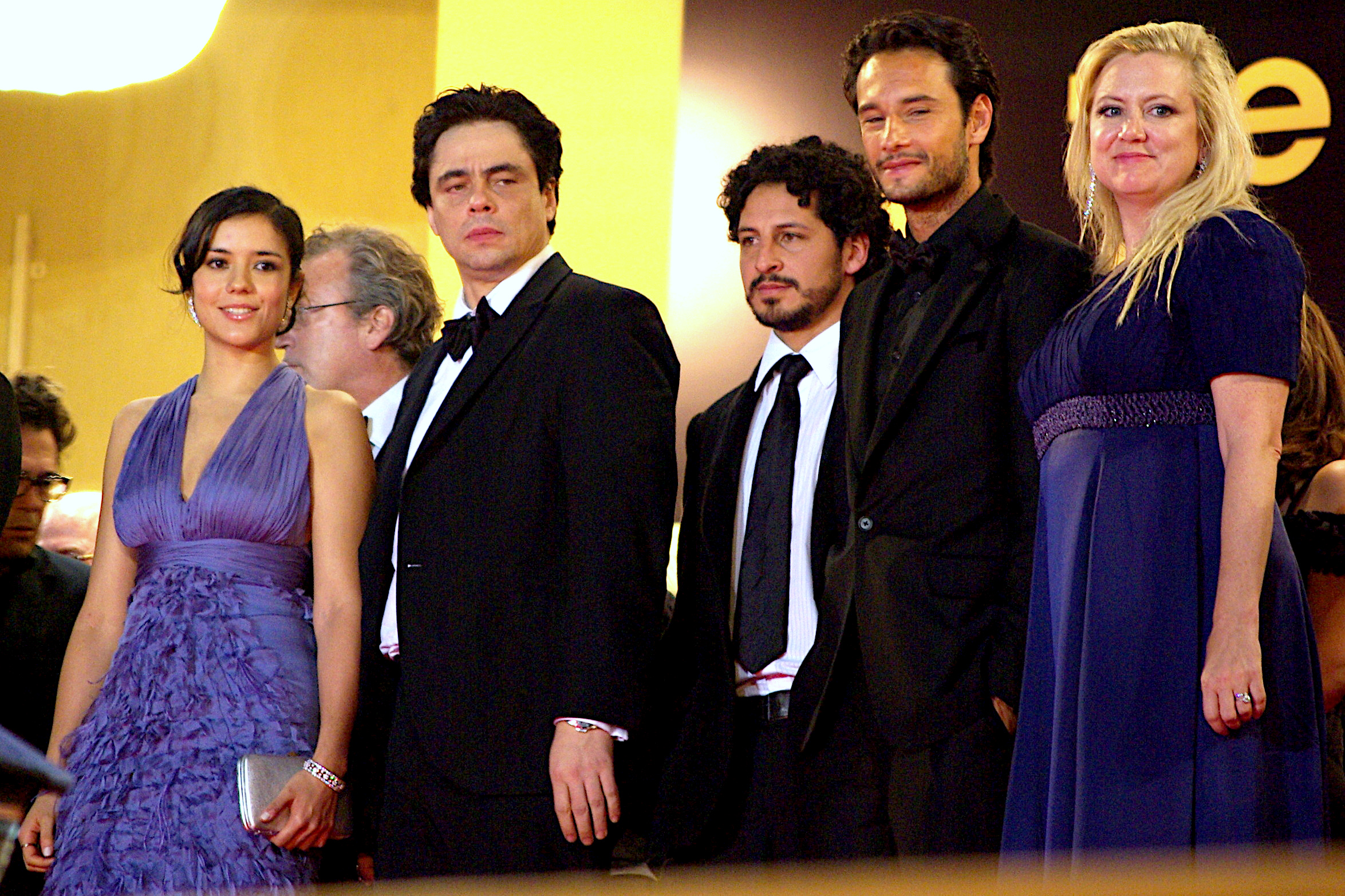
Elenco do filme no Festival de Cannes de 2008, da esquerda para a direita: Catalina Sandino Moreno, Jon Lee Anderson, Benicio del Toro, ?, Rodrigo Santoro e a produtora Laura Bickford.

- Benicio del Toro como Ernesto "Che" Guevara
- Demián Bichir como Fidel Castro
- Rodrigo Santoro como Raúl Castro
- Santiago Cabrera como Camilo Cienfuegos
- Franka Potente como Tamara "Tania" Bunke
- Gastón Pauls como Ciro Bustos (el Argentino)
- Catalina Sandino Moreno como Aleida March
- Julia Ormond como Lisa Howard
- Lou Diamond Phillips como Mario Monje
- Benjamín Benítez como Harry "Pombo" Villegas
- Armando Riesco como Benigno
- Elvira Minguez como Celia Sanchez
- Édgar Ramirez como Ciro Redondo
- Alfredo De Quesada como Israel Pardo
- Roberto Santana como Juan Almeida Bosque
- Victor Rasuk como Rogelio Acevedo
- Kahlil Mendez como Urbano
- Matt Damon como Fr. Schwarz
- Unax Ugalde como Roberto "El Vaquerito" Rodríguez
- Joaquim de Almeida como René Barrientos

## Produção

### Desenvolvimento
Originalmente, Che foi concebido para ser um filme muito mais tradicional baseado na biografia de 1997 de Jon Lee Anderson, Che Guevara: Uma Vida Revolucionária. Ator Benicio del Toro e o produtor Laura Bickford optaram pelos direitos de filmagem do livro de Anderson. No entanto, depois de dois anos eles não tinham encontrado um escritor adequado e os direitos expiraram. Durante este tempo, Del Toro e Bickford pesquisaram os eventos descritos em Guerrilha com a ideia de explorar as tentativas de Guevara para iniciar uma revolução na Bolívia. Del Toro disse que ele anteriormente só pensava em Guevara como um "cara mau". Para seu papel, Del Toro passou sete anos "obsessivamente pesquisando" a vida de Guevara, que o fez sentir como se ele "ganhou suas listras" para interpretar o personagem. Preparação incluiu olhar para fotografias de Guevara e lendo seus escritos pessoais. Del Toro leu Don Quixote, um dos favoritos de Guevara, e o primeiro livro publicado e cedido gratuitamente após a Revolução Cubana. Del Toro, em seguida, se encontrou pessoalmente com pessoas de diferentes fases da vida de Guevara, incluindo irmão mais novo e amigos de infância de Guevara, viajou para Cuba, onde Del Toro conheceu a viúva, a família de Guevara, e "milhares de pessoas que amavam este homem". A visita incluiu um encontro de cinco minutos em uma feira do livro com Fidel Castro, que expressou que estava feliz pela pesquisa "séria" sendo realizada. Essa pesquisa incluiu a colaboração com os três guerrilheiros sobreviventes da malfadada campanha boliviana de Guevara, e com vários guerrilheiros que lutaram ao lado dele em Cuba. Enquanto pesquisava para ambos os filmes, Soderbergh fez um documentário de suas entrevistas com muitas das pessoas que lutaram ao lado de Guevara. Em seus encontros com pessoas que vão de companheiros de guerrilha para o motorista de Guevara, Del Toro descreveu a reação como "sempre o mesmo", afirmando que estava "encantado" com o "balde de amor" que ainda nutriam por Guevara. Em uma entrevista, Del Toro descreveu Guevara como "uma estranha combinação de um intelectual e uma figura de ação, Gregory Peck e Steve McQueen, envolto em um". Após a produção do filme ser concluída, Del Toro professou que "quando você contar a história de Che, você está contando uma história da história de um país, então você tem que ter muito cuidado".

### Roteiro
Del Toro e Bickford contrataram o roteirista Benjamin A. van der Veen para escrever primeiros rascunhos do roteiro, e sua extensa pesquisa p levou para Cuba, onde se reuniu com vários dos membros remanescentes da equipe de Guevara na Bolívia, assim como a esposa e os filhos do revolucionário. Foi durante essa fase de desenvolvimento que os cineastas descobriram que Terrence Malick tinha estado na Bolívia como um jornalista em 1966, trabalhando em uma história sobre Che. Malick entrou como diretor e trabalhou no roteiro com van der Veen e Del Toro, mas depois de um ano e meio, o financiamento não estava reunido inteiramente e Malick foi dirigir o filme O Novo Mundo, um filme sobre Jamestown, Virgínia. Com medo de que seus negócios multi-territoriais desmoronariam, Bickford e Del Toro perguntaram a Steven Soderbergh, que era anteriormente integrado como produtor, para dirigir. O cineasta foi atraído para o contraste de "engajamento contra a retirada. Queremos participar ou observar? Quando Che tomou a decisão de se envolver, ele se envolveu totalmente. Muitas vezes as pessoas atribuem isso a um poder superior, mas como um ateu, ele não fez isso. achei isso muito interessante". Além disso, ele observou que Guevara era "ótimo material para um filme" e "teve uma das vidas mais fascinantes" de que ele poderia "imaginar no século passado". Bickford e Del Toro perceberam que não havia contexto para o que fez Guevara se decidir em ir para a Bolívia. Eles começaram a procurar alguém para reescrever o roteiro, Peter Buchman foi recomendado a eles, porque ele tinha uma boa reputação por escrever sobre figuras históricas, com base em um roteiro que ele trabalhou a cerca de Alexandre o Grande. Ele passou um ano lendo todos os livros disponíveis de Guevara, em preparação para escrever o script. O projeto foi colocado em espera quando Bickford e Del Toro fizeram Traffic com Soderbergh.
Soderbergh quis incorporar experiências de Guevara em Cuba e nas Nações Unidas em 1964. Buchman ajudou com a estrutura do roteiro, que ele deu três histórias: a vida de Guevara e a Revolução Cubana, sua morte na Bolívia, e sua viagem a Nova Iorque para falar na UN. Buchman descobriu que o problema com que contém todas essas histórias em um filme foi que ele teve de condensar o tempo desta história distorcida. Soderbergh encontrou o projeto de Buchman submetido a ele "ilegível" e após duas semanas decidiu dividir o roteiro em dois filmes separados. Buchman voltou atrás e com Del Toro expandiu a história de Cuba para O Argentino. Pesquisas adicionais incluíram a leitura dos diários de Guevara e documentos desclassificados do Departamento de Estado dos Estados Unidos sobre a sua viagem a Nova Iorque e memorandos de seu tempo na Bolívia.
Soderbergh encontrou a tarefa de pesquisar uma figura histórica tão popular como Guevara como difícil:. "Se você for a qualquer livraria, você vai encontrar uma parede inteira de material relacionado com Che. Tentamos passar por tudo isso, fomos surpreendidos com a informação. Ele significa algo diferente para todos. Num determinado momento tivemos que decidir por nós mesmos quem era Che". O material original para esses scripts foi o diário de Guevara a partir da Revolução Cubana, Episódios da Guerra Revolucionária, e de seu tempo na Bolívia, O Diário de Che na Bolívia. De lá, ele baseou-se em entrevistas com pessoas que conheceram Guevara de ambos os períodos de tempo e ler todos os livros disponíveis que pertencia a Cuba e Bolívia. Bickford e Del Toro se reuniram com Harry "Pombo" Villegas, Urbano e Benigno e três homens que se reuniram com Guevara durante a Revolução Cubana, seguiram para a Bolívia, e sobreviveram. Eles os entrevistaram individualmente e, em seguida, Pombo e Benigno juntos sobre as suas experiências em Cuba e na Bolívia. Urbano foi assessor enquanto eles estavam filmando na Espanha e os atores muitas vezes consultaram com ele e os outros sobre detalhes específicos, como forma de manter suas armas em uma determinada situação, e informações táticas muito específicas.
Em dezembro de 2008, o Ocean Press, em cooperação com a publicação do Projeto de Che Guevara, lançou Che: O Diário de Ernesto Che Guevara, com uma cobertura combinada do filme. O objetivo do livro era para compilar todas as letras originais, trechos de diário, discursos e mapas em que Soderbergh dependia para o filme. O texto é intercalado com observações feitas por Benicio del Toro e Steven Soderbergh.

### Financiamento
Inicialmente, Che ia ser feito em inglês e um forte interesse no financiamento foi recebido, no entanto, quando a decisão foi tomada para torná-lo em espanhol e dividi-lo em dois filmes, os negócios com os estúdios de TV por assinatura, que eram apenas para o produto em inglês, "desapareceram", segundo Bickford, "e, nesse ponto, ninguém queria dar um passo". O diretor defendeu sua decisão de grava quase todo o filme em espanhol em uma entrevista: "Você não pode fazer um filme com qualquer nível de credibilidade, neste caso, a menos que seja em espanhol. Eu espero que estamos chegando a um momento onde você vai fazer um filme em outra cultura, que você gravar na língua dessa cultura. Eu só espero que os dias de que um tipo de marca específica de imperialismo cultural tenha acabado". Ambos os filmes foram financiados sem dinheiro ou acordo de distribuição americano; Soderbergh comentou: "Foi muito frustrante saber que este é um filme zeitgeist e que algumas das mesmas pessoas que me disseram o quanto eles agora se arrependem sobre Traffic se arrependam em algum presente deste também". Pré-vendas estrangeiras abrangem $54 milhões do orçamento de $58 milhões. Wild Bunch, uma produtora francesa de distribuição e vendas da empresa para o estrangeiro colocou 75% do orçamento para os dois filmes, batendo em um fundo de produção e aquisição de financiamento e investimento da empresa Continental Entertainment Capitol, uma subsidiária da norte-americana Citigroup. Telecinco/Moreno Filmes da Espanha forneceu o resto do orçamento.

### Filmagem principal
Em 2006, pouco antes da Sede da ONU passar por grandes reformas, Del Toro e Soderbergh filmaram as cenas de Guevara falando com a Assembleia Geral da ONU em 1964. O diretor queria filmar a primeira parte de O Argentino em Cuba, mas foi impedido de viajar para lá pelo embargo do governo dos EUA. Uma imitação de Santa Clara provou ser difícil, porque era um certo tamanho e tinha um certo olhar. Soderbergh passou quatro a cinco meses procurando por um substituto adequado, olhando para as cidades em Veracruz/ Yucatán antes de escolher Campeche, que tinha os elementos que precisavam.
A intenção original era para que O Argentino fosse filmado usando formato anamórfico filme de 16 mm, porque, segundo o diretor, é necessário "um pouco de Bruckheimer, mas mal vestido". Ele continuou com seu plano de filmar O Argentino anamorficamente, e Guerrilla com lentes esféricas. Soderbergh queria usar a nova RED One, em vez de filme de 16 milímetros por causa de sua capacidade de se replicar digitalmente filme em estoque, mas inicialmente, não ia estar disponível no momento. No entanto, os seus papéis de trabalho de espanhol e vistos estavam atrasados e Del Toro e Soderbergh foram aterrados em Los Angeles durante uma semana. O diretor foi entretanto informado que as câmeras de protótipos estavam prontos.
Cada metade do filme centra-se em uma revolução diferente, ambos fundamentalmente o mesmo em teoria, mas muito diferente em resultado, refletindo a noção marxista da dialética. Soderbergh queria duas partes do filme para imitar a voz dos dois diários que foram baseados; os diários cubanos foram escritos após o fato e, de acordo com o diretor, "com uma certa retrospectiva e perspectiva e um tom que vem de ser vitorioso", enquanto que os diários eram bolivianos "contemporaneous, e eles são muito isolados e não têm nenhuma em perspectiva, em tudo. é uma leitura muito mais tensa, porque o resultado é totalmente incerto".
Soderbergh gravou os filmes voltando para trás no início de julho de 2007 com Guerrilha sendo o primeiro gravado na Espanha durante 39 dias, O Argentino em Porto Rico e no México por 39 dias. O diretor concebeu O Argentino como "um filme de Hollywood" gravado no âmbito proporção "widescreen, com a câmera fixa ou em movimento em um dolly ou um Steadicam. Guerrilha foi gravado, de acordo com Soderbergh, "em Super-16, 1.85:1 Nenhum dollys, nenhuma gruas, É tudo ou câmera de mão ou tripés. Eu quero que uma boa aparência, mas simples. Vamos trabalhar com um grupo muito pequeno: basicamente eu, o produtor Gregory Jacobs e o gerente de produção da unidade". Segundo o diretor, a porção definida em Cuba foi escrito a partir da perspectiva do vencedor e, como resultado, ele adotou um visual mais tradicional, com composições clássicas, cores vibrantes e uma paleta quente. Com Guerrilha, ele queria um mau pressentimento com filmagens de mão e uma paleta de cores suaves. Soderbergh disse que seu desenhista de produção Antxon Gomez que a primeira parte teria verde com um monte de amarelo na mesma e a segunda parte teria verde com um monte de azul nele.
No final de O Argentino, Soderbergh retrata o descarrilamento de um trem de carga durante a Batalha de Santa Clara de Guevara. Ao filmar a seqüência, Soderbergh recusara a solução de efeitos digitais e conseguiu realocar US$500,000 do orçamento geral de US$58 milhões para construir um verdadeiro conjunto de trilhos e um trem alimentado por duas V-8 motores de automóveis. Para filmar a cena, eles tiveram seis ensaios, e só podiam filmar a cena uma vez.
Muitos aspectos da personalidade e as crenças de Guevara afetaram o processo de filmagem. Por exemplo, filmagens fechadas de Del Toro foram evitadas devido à crença de Guevara em formas de coletivismo, com Soderbergh remarcando, "Você não pode fazer um filme sobre um cara que tem este tipo hard-core de princípios de igualitário socialista e, em seguida, isolá-lo com filmagens fechadas". De acordo com Edgar Ramirez, que retrata Ciro Redondo, o elenco "estavam improvisando muito" ao fazer O Argentino, e ele descreve o projeto como um "filme muito contemplativo", filmado em ordem cronológica. Durante as filmagens ao ar livre, Soderbergh usou a luz natural o mais possível. Del Toro, que fala espanhol porto riquenho, tentou falar melhor espanhol argentino (Espanhol rioplatense) que podia, sem soar "duro". Antes de filmar cenas finais do filme que retratam a época de Guevara na Bolívia no final de sua vida, Del Toro usou £35 libras para mostrar como doente Guevara tinha se tornado. O ator raspou o topo de sua cabeça, em vez de usar um boné careca para as cenas que descrevem a chegada de Guevara na Bolívia em disfarce.
Soderbergh disse que com Che, ele queria mostrar as tarefas diárias, "as coisas que têm significado em um nível prático e em um nível ideológico", como uma "forma de mostrar o que poderia ter sido estar lá". Apesar de enfrentar o problema depois no Festival Internacional de Cinema de Toronto, Soderbergh comentou que ele estava tentando evitar que ele sentisse eram cenas típicas de um filme biográfico e que ele iria dizer ao roteirista Peter Buchman, que estava "tentando encontrar as cenas que faria acontecer antes ou depois da cena que você costuma ver em um filme como este". Soderbergh não estava interessado em descrever a vida pessoal de Guevara porque ele sentiu que "todo mundo sobre estas campanhas tem uma vida pessoal, todas as famílias deixadas para trás, que não torná-lo especial e por que eu deveria entrar em sua vida pessoal e de mais ninguém?"
Soderbergh decidiu omitir o pós-Revolução sentenças de execução de "suspeitos de crimes de guerra, traidores e informantes" que Guevara revisará em Fortaleza La Cabaña, porque "não há nenhuma quantidade de barbárie acumulado que teria satisfeito as pessoas que o odeiam". Soderbergh abordou as críticas por esta omissão em uma entrevista após lançamento, onde ele afirmou: "Eu não acho que ninguém agora, mesmo em Cuba, vai sentar-se com uma cara séria e defender os eventos em La Cabana que foi realmente transformado em um circo romano, onde eu acho que até mesmo as pessoas no poder olhar para trás sobre, quanto excessivo. No entanto, cada regime, a fim de manter o poder quando se sente ameaçado, age excessivamente ... Isto é o que as pessoas fazem quando sentem necessidade de agir em uma forma extrema para proteger a si mesmas". O cineasta observou também que "com um personagem tão complicado, você vai ter uma reação muito polarizada". Além disso, ele não estava interessado em descrever a vida de Guevara como "um burocrata", afirmando que ele estava fazendo um díptico a cerca de duas campanhas militares, declarando as imagens "filmes de guerra". Soderbergh disse: "Eu tenho certeza que algumas pessoas vão dizer: 'Isso é conveniente porque é quando ele estava no seu pior." É, talvez, simplesmente não era interessante para mim. Eu estava interessado em fazer um procedimento sobre a guerrilha".
Soderbergh descreveu a Revolução Cubana como "a última revolução analógica. Eu amei que nós filmamos um filme de época sobre um tipo de guerra que não pode mais ser combatida". Soderbergh disse que ele está aberto a fazer outro filme sobre experiências de Guevara no Congo mas apenas se Che ganhar US$100 milhões de dólares nas bilheterias.

## Distribuição
Direitos de distribuição do filme foram pré-vendidos para distribuidores em vários grandes territórios, incluindo a França, o Reino Unido, Escandinávia, Itália e Japão (Nikkatsu); Twentieth Century Fox comprou os direitos do filme para o cinema e home vídeo espanhol. IFC Films fez uma soma baixa de sete dígitos para adquirir todos os direitos norte-americanos para Che após a produção ter terminado e lançado em 12 de dezembro de 2008 em Nova Iorque e Los Angeles, a fim de qualificá-lo para o Oscar. O "roadshow edição especial" em Nova Iorque e Los Angeles foi inicialmente planejado como uma semana especial de envolvimento completo com intervalo e incluindo um programa impresso de cores, mas fortes resultados de bilheteria levou à sua reabertura, durante duas semanas em 9 de janeiro de 2009, em dois filmes separados, intitulado Che Parte 1: O Argentino e Che Parte 2: Guerrilla. Soderbergh disse que a inspiração do programa veio dos acoplamentos 70 mm de Apocalipse Now, de Francis Ford Coppola. O filme foi expandido para outros mercados em 16 e 22 de janeiro ambos como um único filme e, como dois filmes separados. IFC fez os filmes disponíveis através de vídeo sob demanda em 21 de janeiro em todos os principais provedores de cabo e satélite em versões padrão e de alta definição.

### Sessões
Che foi exibido no dia 21 de maio, no 2008 Festival de Cannes executando supostamente mais de quatro horas. Após essa triagem, Soderbergh cortou 5-7 minutos de cada metade. Foi exibido no 46th Festival de Cinema de Nova Iorque e foi exibido no 33th Festival de Cinema de Toronto como Che com um intervalo de 15 minutos e, como dois filmes separados, O Argentino e Guerrilla, onde foi considerado "tem que ver" do festival. Che fez sua estreia com ingressos esgotados em Los Angeles no Grauman's Chinese Theatre em 1 de novembro de 2008, como parte do Festival AFI.
Che foi exibido na pátria de Guevara, Argentina, em novembro de 2008. Para marcar a ocasião, as ruas de Buenos Aires foram decoradas com grandes cartazes de Del Toro em seu papel como o guerrilheiro, sem precedentes na história da cidade. Quando questionado pela imprensa sobre ideias e uso da violência de Guevara, Del Toro afirmou que, se ele tivesse vivido na década de 1960, ele teria concordado com Guevara, e que, embora ele não apóie a revolução violenta agora, nos anos 60 ele possa "ter sido outra pessoa e de acordo com a guerra armada".
Del Toro e Soderbergh tanto assistiram à estreia francesa no final de novembro de 2008, onde tomaram perguntas da imprensa. Del Toro comentou que o "rebelde lendário" ainda era pertinente porque "as coisas que ele lutou no final dos anos 1950 e meados dos anos 1960 ainda são relevantes hoje", acrescentando que "ele não se esconder atrás de cortinas ... ele levantou-se para o os esquecidos". Quando perguntado por que ele fez o filme, Soderbergh afirmou: "eu precisava para fazer o filme, e isso é uma sensação diferente. Senti-me como se eu valho alguma coisa, eu tenho que dizer que sim. Eu não posso dizer não". No dia seguinte, o Festival Internacional de Cinema de Dubai descreveria narrativa de Soderbergh como um "magistral ... experiência convincente", com o desempenho de Del Toro como "Blue chip".
Che estreou nos cinemas individuais em Nova Iorque e Los Angeles onde fez $60,100 com lotações esgotadas de ambos os locais. Com base neste sucesso, executivos da IFC Films acrescentaram dois fins de semana de execuções exclusivas para a versão de exposição itinerante, a partir 24 de dezembro em Nova Iorque e 26 de dezembro em Los Angeles Esta temporada de sucesso levou a IFC Films para mostrar esta versão em nove mercados adicionais em 16 de janeiro. Che será exibido na íntegra, comercial e trailer gratuito com um intervalo e livro programa de edição limitada em cada seleção. Soderbergh disse que a versão do filme em exposição itinerante não será lançada em DVD, mas lançado em duas partes com o mapa animado que abre segunda metade da exposição itinerante a partir da Parte II, bem como a abertura e intervalo de música.
De acordo com a Variety, tinha arrecadado $164,142 em um fim de semana, em 35 locais na América do Norte e $20 milhões de meia dúzia de grandes mercados em todo o mundo, liderados pela Espanha em $9.7 milhões. Em maio de 2009, ele já arrecadou $1.4 milhões na América do Norte e $29.8 milhões no resto do mundo para um total mundial de $30 milhões. Eventualmente, Che fez bom lucro para IFC Films.

## Recepção

### Reação no Cannes
As primeiras críticas foram mistas, embora houvesse vários críticos que elogiaram o projeto. James Rocchi do Cinematical descreveu a cinebiografia como "expressivo, inovador, surpreendente e emocionante", bem como "corajoso, bonito, triste e brilhante". Rocchi passou a marcá-lo "uma obra de arte", que "não é apenas a história de um revolucionário", mas "uma revolução em si mesmo". Colunista e crítico Jeffrey Wells proclamou o filme "brilhante", "totalmente crível", e "o mais emocionante e de grande alcance filme do Festival de Cannes". Em mais elogios, Wells se refere ao filme como "politicamente vibrante e ardente", enquanto rotulando-a de "filme de sonho perfeito".
Todd McCarthy era mais misto em sua reação ao filme na sua forma atual, descrevendo-a como "muito grande jogada de dados para passar como uma experiência, como ele tem que atender aos altos padrões comercialmente e artisticamente. O tempo de execução exige as forças de comparação com tais obras raras como Lawrence da Arábia, Reds; e outros épicos biográficos históricos. Infelizmente, Che não se sente épico-apenas o tempo." Anne Thompson escreveu que Benicio del Toro "dá uma grande performance", mas previu que "não será lançado como foi visto aqui." Glenn Kenny escreveu, Che se benefícia muito de certas qualidades Soderberghianas que nem sempre atendem bem seus outros filmes, por exemplo, o desapego, o formalismo, e curiosidade intelectual".
Peter Bradshaw, em sua revisão para The Guardian, escreveu: "Talvez ele vai mesmo vir a ser visto como obra-prima defeituosa deste diretor: apaixonante, mas estruturalmente fraturado-a segunda parte é muito mais claro e de pé firme do que a primeira e às vezes frustrante reticente, não querendo tentar qualquer visão para o mundo interior de Che". Em sua análise menos favorável para Esquire, Stephen Garrett criticou o filme por não mostrar os aspectos negativos de Guevara, "a ausência de mais escuras revelações, mais contraditórias de sua natureza deixa Che desprovido de complexidade. Tudo o que resta é um super-homem sul-americano: incomplexo, puro de coração, desafiadoramente piedoso e chato". Richard Corliss teve problemas com a interpretação de Del Toro de Guevara: "Del Toro, cujo estilo de atuar muitas vezes começa por cima e sobe a partir de lá, como uma asa-delta saltando de um arranha-céu telhado é silenciado, produzindo algumas revelações emocionais, aparentemente sedado aqui ... Che é definido menos por suas habilidades de luta rigorosas e intelecto sedutor do que por sua asma". Em sua revisão para Salon.com, Andrew O'Hehir elogiou Soderbergh para fazer "algo que as pessoas estarão ansiosos para ver e ansiosos para falar sobre todo o mundo, algo que se sente estranhamente urgente, algo confuso e inacabado e incrível. Eu ficaria surpreso se Che não ganhar a Palma de Ouro ... mas seja como for, ninguém que viu aqui nunca vai esquecê-lo."
Soderbergh respondeu às críticas que ele fez um filme não convencional: "Eu acho hilário que a maioria do material que está sendo escrito sobre filmes é a forma como eles são convencionais, e então você tem pessoas ... chateadas que algo não está convencional. O fundamental é nós estamos apenas tentando dar-lhe uma sensação de como era para sair em torno dessa pessoa. Isso é realmente dele. E as cenas foram escolhidas estritamente com base em 'Sim, o que é que isso nos diz sobre seu personagem?'".
Depois de Cannes, Soderbergh fez alguns pequenos ajustes para o filme. Isto incluiu a adição de um momento de Guevara e Fidel Castro apertando as mãos, aprimorando algumas transições e aderência em uma abertura e entreato para a versão "exposição itinerante" que vai jogar nas grandes cidades. Além disso, ele removeu o julgamento do guerrilheiro Lalo Sardiñas, que o crítico de cinema de Chicago Ben Kenigsberg encontrado "lamentável", afirmando que "não era apenas uma das cenas mais inesquecíveis do filme, mas uma dica chave no lado mais escuro da ideologia de Che".

### Reação na NYFF
Em seu comentário para The New York Times, com base em uma triagem no Festival de Cinema de Nova Iorque, Manohla Dargis observa que "durante todo o filme Soderbergh mistura a selvagem beleza de suas paisagens com imagens de Che heroicamente engajado na batalha, cuidadosamente escrevendo e lendo, e atendendo a camponeses doentes e soldados". De acordo com Dargis, "Che ganha, Che perde, mas Che permanece o mesmo em que joga como um procedimento sobre um líder carismático, missões impossíveis e os prazeres de trabalho e camaradagem", referindo-se ao "épico histórico" como "Ocean's Eleven com melhores charutos". No entanto, Dargis observa que "Soderbergh foge cuidadosamente do lado feio de Che, nomeadamente o seu compromisso para aumentar a violência e a guerra aparentemente interminável, mas o filme é sem dúvida político, mesmo que enfatiza a aventura romântica sobre realpolitik, porque, como todos os filmes, ele baseia-se em obter, gastando e ganhando dinheiro".
O crítico de cinema Glenn Kenny escreveu: "Che parece-me quase o oposto de propaganda política. Ele plana flora não pede o tipo de envolvimento emocional que biografias épicas mais convencionais fazem, e isso é uma coisa boa". Em sua revisão para UGO, Keith Uhlich escreveu: "O melhor a dizer sobre o desempenho homenageado no Cannes de Del Toro é que é cansativo, todo exterior, sem alma, como assistir a um andróide colocando uma luva (que inclui extenuantes esforços físicos, discurso político tendencioso e risíveis aparições de Matt Damon)". Revista Slant deu a Che duas estrelas e meio de quatro e escreveu: "O problema é que, apesar de seu desejo de contornar bobagem biográfica de Hollywood, o diretor é incapaz de virar a frio posição em uma perspectiva ideológica, como Roberto Rossellini fez em seus retratos desmitológicos de Luís XIV, Garibaldi e Pascal".
Em sua revisão para revista Salon, Andrew O'Hehir escreveu: "O que Soderbergh buscou captura aqui é um grande processo de nascimento e extinção, que produziu um legado complicado em que John McCain, Barack Obama, e Raúl Castro estão ainda enredados. haverá tempo de sobra para argumentar sobre o filme (ou os filmes) relevância política ou a falta dela, para chamar os nomes de Soderbergh para esta ou aquela omissão histórica, para este ou aquele erro ideológico. Ele fez algo que as pessoas estarão ansiosos para ver e ansiosos para falar sobre todo o mundo, algo que se sente estranhamente urgente, algo confuso e inacabado e surpreendente ".

### Apresentação em Miami e protesto
Em 4 de dezembro de 2008, Che estreia em Miami Beach no Byron Carlyle Theatre, como parte do Festival Art Basel. Tendo lugar a apenas alguns quilômetros de Pequena Havana, que abriga a maior comunidade cubano-americana dos Estados Unidos, o convite só da apresentação foi recebido com manifestantes furiosos. A organização Vigilia Mambisa, liderada por Miguel Saavedra, acumulou cerca de 100 manifestantes que criticam o que eles acreditavam seria uma representação favorável de Guevara. Saavedra disse aos repórteres do El Nuevo Herald, que "não se pode ofender as sensibilidades do povo", ao descrever o filme como "uma desgraça". Um torcedor da manifestação, o prefeito de Miami Beach Matti Herrera Bower, lamentou que o filme foi mostrado, ao declarar "não devemos permitir a divulgação do filme". Quando perguntado dias mais tarde sobre o incidente, Del Toro comentou que a capacidade de falar era "parte do que torna a América grande", acrescentando "Acho que é um pouco estranho que eles estavam protestando sem ter visto o filme, mas isso é outro assunto". Por sua parte, Soderbergh mais tarde afirmou que "você tem que separar o lobby nacionalista cubano que está centrado em Miami a partir do resto do país".

### Regresso a casa cubana
Em 7 de dezembro de 2008, Che estreou em Havana com cerca de 5.000 pessoas no teatro Karl Marx como parte do Festival de Cinema Latino-Americano. Benicio Del Toro, que estava na plateia, se referiu ao filme como "a história de Cuba", enquanto observando que "não há uma audiência lá ... que poderiam ser os críticos mais conhecidos da exatidão histórica do filme". O jornal oficial do estado Granma deu uma análise brilhante de Del Toro, professando que "personifica Che" tanto na sua aparência física e sua "interpretação magistral". Depois de revelar Che em Yara Cinema em Havana, Del Toro foi tratado com uma ovação de pé de 10 minutos a partir de 2000 pessoas, muitos dos quais estavam envolvidos na revolução.

### Estreia em Nova Iorque
Em 12 de dezembro de 2008, Che foi exibido em Nova Iorque para um público esgotado de 1,100 pessoas no Teatro Ziegfeld. Ao ver a primeira imagem na tela (uma silhueta de Cuba), a multidão explodiu em um grito estridente de "¡Viva, Cuba!" Após o filme, e a ovação que recebeu, Soderbergh apareceu para um programa de perguntas e respostas. Durante a conversa, por vezes controversa com o público, em que Soderbergh alternou entre defesa e modéstia, o diretor categorizou Guevara como "um cara durão", para a qual um membro da plateia gritou: "Besteira, ele era um assassino!" O cineasta acalmou a multidão e explicou: "Não importa se eu concordo com ele ou não, eu estava interessado em Che como um guerreiro, Che como um cara que tinha uma ideologia, que pegou uma arma e este foi a resultado. ele morreu do jeito que você quer que ele morra. Ele foi executado da maneira que você diria que ele executou outras pessoas." Soderbergh terminou a 01:00 da manhã a sessão de perguntas e respostas, observando que ele era "agnóstico" em pé de Che, mas "fiel aos fatos", que ele insistiu foram todos rigorosamente de origem.

### Venezuela e o presidente Chávez
Em 3 de março de 2009, o presidente da Venezuela Hugo Chávez, ele próprio um declarado marxista e admirador de Che Guevara, cumprimentou Del Toro e co estrela Bichir no Palácio Presidencial em Caracas. No dia anterior Del Toro participou de uma exibição do filme em um anel que virou centro cultural, onde foi "assediado por fãs adoradores". Del Toro, em seguida, visitou a estatal Cinema da Cidade, uma instalação de produção de filmes que presidente Chávez lançou para ajudar a Venezuela a produzir seus próprios filmes, como uma alternativa ao que Chávez chama de imperialismo cultural de Hollywood imperialismo cultural. Del Toro descreveu Che como "um filme totalmente latino-americano" e afirmou que ele tinha "uma boa reunião com o Presidente".

### Comentários gerais
Parte Um tem uma classificação de 67% em Rotten Tomatoes, enquanto Parte Dois tem uma classificação de 80%. Scott Foundas do LA Weekly proclamou Che "nada se não o filme do ano". Em sua revisão para o Village Voice, J. Hoberman escreveu: "Na melhor das hipóteses, Che é tanto filme de ação e discussão em curso. Cada nova configuração da câmera visa introduzir uma ideia específica, sobre Che ou a sua situação e cada seqüência de batalha coreografada é uma espécie de algoritmo onde a câmera tenta inscrever o evento que está sendo promulgada". Hoberman fez uma comparação entre o estilo de direção de Soderbergh e abordagem histórica "não personalizado" no filme de Otto Preminger utilização da observação da câmera em movimento, ou um dos "sereno" documentários de Roberto Rossellini'. Armond White, em sua revisão para o New York Press, escreveu: "Fora a perversão de Gus Van Sant em Milk, Soderbergh faz um filme biográfico de mais de quatro horas sobre uma figura histórica, sem fornecer um vislumbre de charme ou coerência narrativa". Em sua revisão para The New York Times, A. O. Scott escreve: "Soderbergh mais uma vez oferece uma aula magna no cinema. Como a história, porém, Che é finalmente não épico, mas o romance. É preciso muito cuidado para ser fiel ao registro factual, mas é, no entanto, um conto de fadas". Sheri Linden, em sua revisão para o Los Angeles Times, escreveu, "neste trabalho falho de beleza austera, a logística de guerra e a linguagem da revolução dar lugar a algo maior, uma luta que pode ser definido pela política, mas não pode ser contido por ela." Em sua revisão para o Washington Post, Ann Hornaday escreveu: "A melhor maneira de encontrar Che, é deixar de palavras como 'filme' e 'filme', palavras que de alguma forma parece inadequado para a tarefa de descrever, uma experiência cinematográfica totalmente imersiva. Até o final de Che, os telespectadores vão provavelmente emergir como se de um transe, com indelevelmente vívida, se não mais ambivalentes sentimentos sobre Guevara, do que a imagem autocolante no vidro traseiro que eles entram".
Entertainment Weekly obteve uma classificação "B +" para a primeira metade do filme e uma classificação "C-" para o segundo filme, e Owen Gleiberman escreveu: "Como o teatro político, Che move de fé para a impotência, o que certamente é uma leitura válida do comunismo no século XX. No entanto, como drama, que faz com que a segunda metade do filme seja uma fronteira mortal ... Che é o dobro do tempo que ele precisa ser, mas também é só metade do filme que deveria ter sido." James Verniere de The Boston Herald deu ao filme um B-, descrevendo o trabalho como um novo gênero de "filmes de arte de guerrilha nostalgia", enquanto lamentando Che como a versão cinematográfica da icônica fotografia de Alberto Korda de 1960, Guerrilheiro Heroico. Na visão de Verniere, tanta informação estava faltando, que recomendou primeiro ver Diários de Motocicleta para preencher o fundo. Em seu comentário para EUA Today, Claudia Puig escreveu: "Com sua beleza lírica e performances fortes, o filme pode ser fascinante. Seu comprimento excessivo e cenas desconexas também torná-lo enlouquecedor. Vale a pena ver para sua atenção aos detalhes visuais e cinema ambicioso, mas como um retrato psicológico de uma figura histórica convincente, é estranhamente branda e irrelevante". Anthony Lane, em sua revisão para The New Yorker, escreveu: "para todas as narrativa dinâmica do filme, Che mantém o ar de um estudo de exercício de um interesse brilhantemente explorado. Como explicar sua planicidade total de sentimento no clímax de cada filme?" Tomando uma posição mais positiva, crítico de cinema Chris Barsanti comparou Che a uma "guerrilha assumindo Patton", chamando-lhe "excepcionalmente bom" filme de guerra, que rivalizava com La battaglia di Algeri em sua "você-está-lá sensibilidade". Roger Ebert recebeu o filme com 3.5 de 4 estrelas e dirigiu o comprimento do filme: "Você pode se perguntar se o filme é muito longo. Eu acho que há uma boa razão para a sua extensão. A experiência de Guevara em Cuba e, especialmente, a Bolívia não foi uma série de eventos e anedotas, mas uma prova de resistência que pode quase ser chamado de louco".
Film Comment classificou Che como o melhor filme de 2008 em eleição de 22 de seus "Melhores Filmes de 2008".
Críticos de cinema Roger Ebert, e James Rocchi foram mais longe, nomeando Che um dos melhores filmes de 2008. O filme apareceu em vários das dez listas dos críticos dos melhores filmes de 2008.
Olhando para trás, a experiência de fazer Che, Soderbergh disse que ele agora deseja que ele não tinha feito o filme e comentou: "Literalmente, eu acordava e pensava: 'Pelo menos eu não estou fazendo isso hoje'". O diretor culpou a pirataria para o fracasso financeiro do filme e sentiu que "É um filme que, de certa forma, precisa do apoio de pessoas que escrevem sobre filmes. Se você tivesse todos esses caras correndo por aí falando em Inglês com sotaque você [tem] a cabeça retirada".

## Prêmios
Del Toro recebeu o Prêmio de Melhor Ator no Festival de Cannes por sua atuação em Che e em seu discurso de aceitação dedicou seu prêmio "para o próprio homem, Che Guevara e quero compartilhar isso com Steven Soderbergh. Ele estava lá empurrando-o, mesmo quando não [eram calmarias] e empurrando todos nós". A viúva de Guevara Aleida March, que é presidente do Centro de Estudos Che Guevara, enviou uma nota de congratulações a Del Toro, ao ouvir a notícia de sua premiação. Del Toro foi premiado com um Prêmio Goya em 2009 como o melhor ator espanhol protagonista por sua representação de Che. Ator Sean Penn, que ganhou um Oscar por seu papel em Milk, comentou que ficou surpreso e decepcionado que Che  e Del Toro não fossem também para quaisquer indicações ao Oscar. Durante seu discurso de aceitação do troféu Melhor Ator no Screen Actors Guild Awards, Penn expressou sua consternação afirmando: "O fato de que não há coroas sobre as cabeças de Soderbergh e Del Toro, agora, eu não entendo ... é um filme tão sensacional, Che." Em referência ao que Penn considerado uma afronta, ele acrescentou: "Talvez porque ele está em espanhol, talvez o comprimento, talvez a política".
Em 31 de julho de 2009, Del Toro foi agraciado com o inaugural pêmio Tomas Gutierrez Alea em uma cerimônia de Havana com a participação de atores dos Estados Unidos Robert Duvall, James Caan e Bill Murray. Nomeado após um cineasta cubano prolífico, o novo prêmio foi votado pelo União Nacional dos Escritores e Artistas de Cuba. Del Toro comentou que era "uma honra" para receber o prêmio e agradeceu diretor Che Steven Soderbergh.
Che também foi premiado com "The White Camel", o prêmio entregue na sexta edição anual do Festival Internacional de Cinema do Sahara, cuja cerimónia teve lugar durante a primavera de 2009, na Wilaya de Dakhla nas campos de refugiados sarauís de 30,000 residentes. O produtor executivo Alvaro Longoria, compareceu para receber o prêmio, quando Del Toro não podia por causa de filmagens de The Wolf Man. Depois de desmontar o prêmio (que foi um literal camelo) Longoria afirmou que "isso é real, isso é o que Benicio e Steven tenteram dizer no filme. Está bem aqui, um povo que luta uma guerra pela sua dignidade e sua terra. Os princípios de Che Guevara são muito importantes para eles. "No entanto, Longoria devolveu o animal vivo antes da partida, optando por uma estatueta de camelo em seu lugar.

## Home media
O filme foi lançado em DVD na Região 1 em janeiro de 2009, exclusivamente a partir de Blockbuster por 60 dias, como por um acordo com a IFC. O Criterion Collection foi originalmente programado para lançar o filme em Blu-ray Disc na Região 1 em dezembro de 2009. No entanto, a data de lançamento foi re-agendada a 19 de Janeiro de 2010. O lançamento de dois discos Blu-ray apresenta vídeo de 1080p e um espanhol DTS-HD Master Audio 5.1 trilha sonora (com legendas em inglês).
Suplementos adicionais incluem comentários em áudio em ambos os filmes com Jon Lee Anderson-autor de Che Guevara: Uma Vida Revolucionária, e um livreto de 20 páginas com um ensaio do crítico de cinema Amy Taubin. Há também três documentários curtos sobre Guevara: Fazendo Che-um documentário sobre a produção do filme, Che and the Digital Revolution—um documentário sobre o Red One a tecnologia da câmera que foi utilizada na produção do filme, e End of a Revolution—um documentário de 1968 de Brian Moser que estava na Bolívia procurando Che quando Che foi executado.